# Oskar Lafontaine
Pour les articles homonymes, voir Lafontaine.
Oskar Lafontaine [ʔɔs.kaʁ la.fɔ̃.tɛn] (en allemand : [ˌʔɔs.kʰaɐ̯ ˈla.fɔn.tʰɛːn]) est un homme politique allemand, né le 16 septembre 1943 à Sarrelouis, membre fondateur et ancien coprésident de Die Linke, auparavant adhérent du Parti social-démocrate d'Allemagne (SPD) qu'il a présidé de 1995 à 1999.
Il est élu maire de Sarrebruck en 1976, et président du SPD de Sarre en 1977. Il remporte la majorité relative aux élections régionales trois ans plus tard mais ne peut gouverner du fait du maintien de la coalition noire-jaune au pouvoir. Figure de la jeune génération du SPD, il s'oppose avec Erhard Eppler à l'Organisation du traité de l'Atlantique nord (OTAN) lors de la Crise des euromissiles en 1979-1982, et donc à Helmut Schmidt, puis s'impose aux régionales de 1985 avec la majorité absolue, après trente années de gouvernement du centre droit.
Il est proposé deux ans plus tard comme successeur à la présidence du SPD par Willy Brandt, une offre qu'il refuse avant de devenir responsable de la redéfinition du programme du parti, dont la nouvelle version, qui prône une introduction de l'écologie dans l'économie, sera présentée en décembre 1989. L'année suivante, après son éclatante victoire en Sarre avec 54 % des voix, il est désigné candidat social-démocrate à la chancellerie face à Helmut Kohl, et remet en cause les conditions de la réunification allemande. Au cours de la campagne, il est victime d'un attentat au couteau dont il réchappe de peu. Son mauvais score, à savoir 33 % des suffrages, le conduit à renoncer un temps à entrer en politique fédérale.
Il finit par prendre, en 1995, la présidence fédérale du SPD, mais doit s'effacer devant Gerhard Schröder pour la candidature à la chancellerie dans le cadre des élections fédérales de 1998. À la suite du scrutin, Schröder prend le pouvoir à la tête d'une coalition rouge-verte dans laquelle Lafontaine est ministre fédéral des Finances. Partisan d'une politique keynésienne, ses divergences de vue avec ses collègues de l'Union européenne et le chancelier le conduisent à la démission quatre mois et demi plus tard.
Il finit par quitter le SPD en 2005, quelques mois avant les élections fédérales anticipées, pour prendre la direction de l'Alternative électorale travail et justice sociale, un parti regroupant les déçus de la social-démocratie, qui fusionne en 2007 avec le PDS pour devenir le parti Die Linke. Lafontaine est élu coprésident de ce dernier parti, en tandem avec Lothar Bisky. Au Bundestag, il copréside le groupe parlementaire aux côtés de Gregor Gysi.
En 2009, il emmène la campagne du parti aux élections régionales de Sarre, où il se classe troisième avec 21 % des voix. Il est réélu peu après député fédéral mais renonce à ses fonctions au sein du groupe parlementaire. Il annonce en 2010 que, à la suite d'une opération d'un cancer de la prostate, il renoncera à la coprésidence du parti lors du congrès fédéral convoqué quelques mois plus tard. Il conserve toutefois la présidence du groupe de Die Linke au Landtag de Sarre mais quitte en revanche le Bundestag.

## Famille, études, travail
Oskar Lafontaine est le fils d’Hans Lafontaine, boulanger, et de son épouse Katharina Ferner. Il n'a jamais connu son père mort pendant la Seconde Guerre mondiale. Il a un frère jumeau. Écolier, il fréquente l'internat das Bischöfliche Konvikt des Regino-Gymnasiums à Prüm, dans l'Eifel. Il décroche son Abitur (équivalent du baccalauréat en France) en 1962. Il étudie ensuite à Bonn et Sarrebruck, il est diplômé de physique en 1969. Jusqu'en 1974, il travaille pour la société de transports publics et d'approvisionnement de Sarrebruck et à partir de 1971 en tant que membre de son comité d'administration. De 1982 à 1988, il est marié à la sculptrice Margret Lafontaine ; puis en secondes noces avec Christa Müller dont il est séparé, et dont il a deux fils.
En 2011, il rend publique sa relation avec la députée Sahra Wagenknecht,.

## Vie politique jusqu'en 1990

### Responsable politique du SPD dans la Sarre

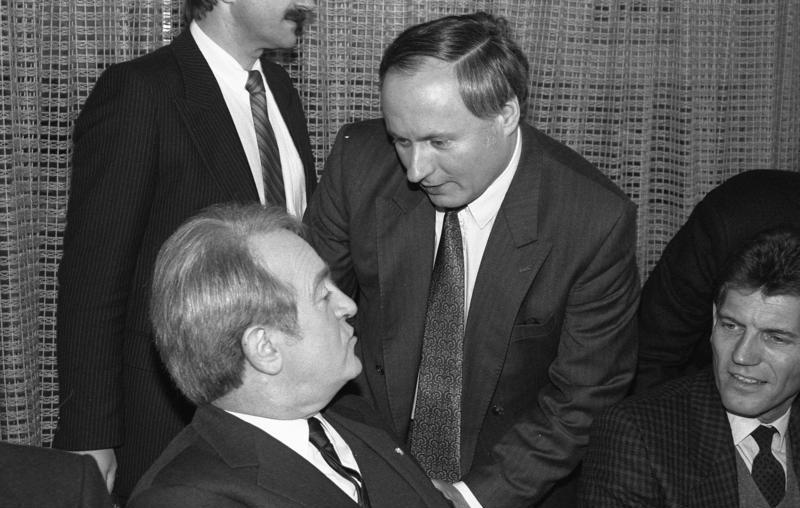
Oskar Lafontaine et Johannes Rau en 1986.

Il adhère au Parti social-démocrate d'Allemagne (SPD) en 1966, et entre deux ans plus tard au comité directeur régional dans la Sarre. Député au Landtag de 1970 à 1975, il est adjoint au maire de Sarrebruck de 1974 à 1976, puis devient cette même année maire de la ville pendant neuf ans. En 1977, il est élu président du SPD de Sarre.
Il est désigné en 1980 chef de file social-démocrate pour les élections régionales et arrive en tête du scrutin avec 45 % des voix et 24 députés sur 51, obtenant, à cette époque, le meilleur résultat de l'histoire du SPD dans ce Land. Il ne peut toutefois accéder au pouvoir du fait du maintien de la coalition noire-jaune de Werner Zeyer, qui dispose de 27 sièges. Il se représente cinq ans plus tard et, avec 49 % des voix, décroche 26 élus au Landtag. Le 9 avril 1985, Oskar Lafontaine est investi ministre-président de Sarre.
Candidat à sa propre succession lors du scrutin de 1990, il écrase le ministre fédéral de l'Environnement et chef de file des chrétiens-démocrates, Klaus Töpfer, en recueillant 54 % des suffrages et 30 députés régionaux, soit le meilleur résultat pour un parti depuis le retour du Land à la RFA, en 1957, contre 33 % et 18 élus à la CDU. Lors du scrutin anticipé de 1994, il maintient sa domination grâce à un score de 49 % des voix et 27 élus, battant Töpfer pour la seconde fois. En 1996, Reinhard Klimmt le remplace à la tête de la fédération sociale-démocrate de Sarre.
Il démissionne du gouvernement régional le 9 novembre 1998, dix jours après son entrée en politique fédérale. Klimmt lui succède de nouveau.

### Contre l'OTAN dans l'affaire des euro-missiles
Cela se réfère à une décision adoptée par l'OTAN le 12 décembre 1979 visant à moderniser les forces nucléaires de théâtre à longue portée. Ainsi 108 missiles Pershing II et 464 missiles de croisière américains seront déployés en Europe. Oskar Lafontaine, opposé à un tel déploiement, exige tout comme Erhard Eppler que la République fédérale d'Allemagne quitte l'OTAN. Il devient ainsi l'une des voix dissidentes à l'intérieur de son propre parti et notamment contre le chancelier Helmut Schmidt. Cette opposition se cristallise clairement dans la population et au sein des membres du SPD après l'échec des négociations sur le désarmement à Genève en automne 1982.
L'excitation ambiante due à cette affaire aiguisa les critiques de Lafontaine, il affirma notamment : « Helmut Schmidt parle surtout de sentiment de devoir, d'éventualité, de faisabilité, de fermeté. Ce sont des qualités secondaires. Pour être tout à fait efficace, on pourrait aussi utiliser un camp de concentration ». À cause de cette déclaration, il présentera ses excuses à Helmut Schmidt. Son point de vue sur la politique de défense nationale est décrite dans son livre Angst vor den Freunden (Peur face aux amis) sorti en 1983. Selon lui, la stratégie de la dissuasion nucléaire des superpuissances détruit les alliances.
Le 1er septembre 1983, le jour antiguerre, Lafontaine participe avec quelques milliers d'opposants aux armements à une occupation de place qui durera trois jours devant le dépôt militaire américain à Mutlangen, l'endroit précis où il était prévu d'installer les missiles Pershing II. Lors de cette manifestation étaient également présent l'écrivain Heinrich Böll, l'ancien maire de Berlin Heinrich Albertz et quelques autres personnalités.

### Idées de programme en tant que membre du SPD

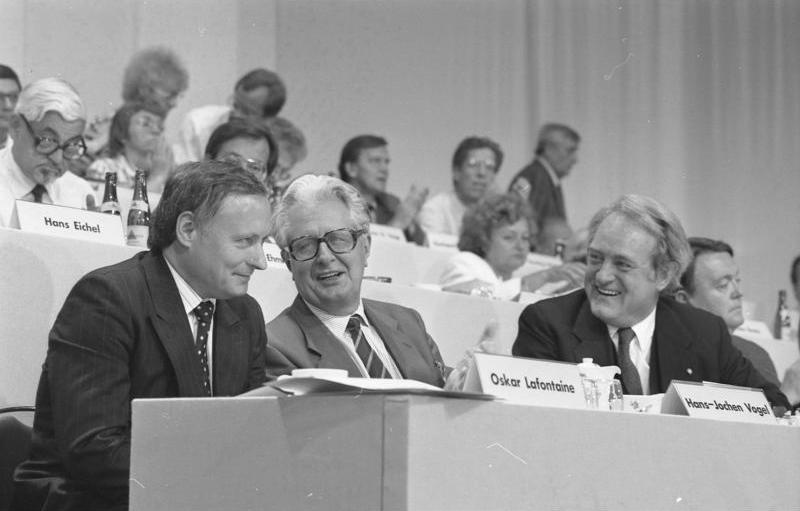
Oskar Lafontaine, Hans-Jochen Vogel et Johannes Rau au congrès du SPD en 1990.

En 1987, Willy Brandt propose Lafontaine comme successeur à la présidence du parti pour profiter d'un renouvellement générationnel. Lafontaine refuse. Après le retrait de Willy Brandt, il est désigné porte-parole du Parti social-démocrate d'Allemagne conjointement avec Johannes Rau pour soutenir le nouveau président du SPD Hans-Jochen Vogel.
Lafontaine prend la tête d'une commission qui doit élaborer les grandes lignes d'un nouveau programme pour le SPD. Celui-ci est adopté lors du Congrès de décembre 1989 et incite le SPD à axer ses efforts sur les points suivants : le désarmement au niveau international, l'égalité de l'homme et de la femme au travail et dans la société, une modernisation de l'économie sur le plan de l'écologie, une réforme du système de protection sociale.
Dans ce rapport, Lafontaine s'engage sur une diminution du temps de travail sans maintien du salaire. Cela lui apportera les critiques des centrales syndicales ouest-allemande. Il est raillé pour être un « modernisateur ».

### Positions sur le processus de réunification
Après la chute du mur de Berlin, Lafontaine voulait éviter un effondrement de l'économie est-allemande ainsi que des complications politiques grâce à l'aide des quatre puissances victorieuses de la Seconde Guerre mondiale.
Pour favoriser le maintien de la population est-allemande sur son sol, mais aussi pour relever le niveau économique, il proposa un soutien financier. Le 27 novembre 1989 il a en outre conseillé de limiter l'immigration interne de la population est-allemande vers la République fédérale. Il a ainsi chargé la chancellerie régionale de Sarre d'examiner si l'on pouvait en Allemagne de l'Ouest rendre légalement dépendant l'attribution d'un logement et d'un travail. Il s'est alors attiré de nombreuses critiques au sein même de son parti. Notamment le président du SPD Hans-Jochen Vogel le lui reprochera ainsi : « Le mur est tombé et tu essayes de le reconstruire ».
Le chancelier Helmut Kohl présente son plan en 10 points sur la réunification allemande le 28 novembre 1989 et ainsi développe un intense débat aussi bien à l'intérieur du pays comme à l'étranger. Il défend alors l'idée d'une confédération de deux États allemands se dirigeant main dans la main vers l'unité, laissant les questions de la reconnaissance de la frontière qui sépare l'Est de l'Ouest ainsi que celle de l'appartenance de l'Allemagne unie à des alliances ouvertes.
C'est pourquoi Lafontaine met en garde le SPD le 18 décembre 1989 sur ce qu'il appelle un « enivrement national ». Il commente la participation d'une Allemagne unie à l'OTAN, comme cela avait été publiquement exigé par le conseiller du chancelier Horst Teltschik, comme « une démence historique ». Il critique le fait que le plan d'Helmut Kohl n'a pas été mis au point en concertation avec les anciennes puissances victorieuses de la Seconde Guerre mondiale. Sur ce point, il se trouve en parfait accord avec Mikhaïl Gorbatchev, qui veut que la RDA reste indépendante et qui ne veut pas de l'extension de l'OTAN à l'Allemagne de l'Est.
À cause de son opposition au plan d'Helmut Kohl, il passe pour un opposant à l'unité allemande : « il ne l'a pas voulu à l'intérieur et l'a refusé à l'extérieur ». De plus, il lui sera reproché de ne pas émettre de propositions en vue de la réunification mais uniquement des critiques primaires envers le plan d'Helmut Kohl. Cependant, contrairement à cette idée répandue, il n'a pas rejeté l'unité allemande. Il a simplement considéré que l'idée de l'État-nation à l'heure de la construction européenne était démodée. Il a souligné en revanche l'ambition de la social-démocratie internationale, l'unité nationale vise comme résultat d'obtenir approximativement le même niveau de vie, et les mêmes chances de développement. Il a cru comme beaucoup de dirigeants du SPD, qu'une « nouvelle » réunification fixe de fausses priorités politiques et réveille chez les pays européens la crainte de voir se développer un renouveau nationaliste en Allemagne. Comme beaucoup de citoyens est-allemands, il a voulu dire que la RDA devait se réformer politiquement et économiquement sans pression de la part de l'Ouest. Il voulait ainsi tout d'abord préserver son autonomie. Enfin, il a appuyé, comme Helmut Kohl, une confédération des deux États partiels allemands dans le cadre d'un processus d'unification paneuropéen.

### Candidat SPD à la chancellerie

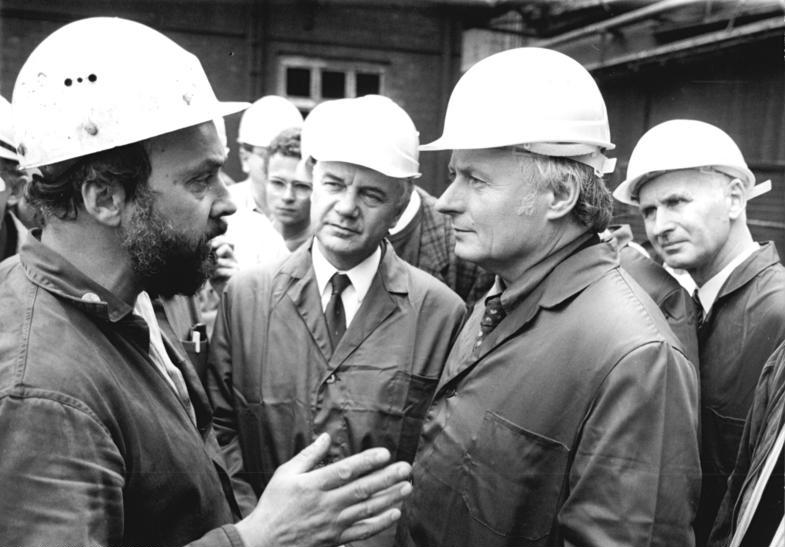
Oskar Lafontaine en campagne dans le Brandebourg, en 1990.

Après sa victoire électorale avec 54,4 % des voix à l'élection au Landtag dans la Sarre le 28 janvier 1990, Lafontaine est nommé à l'unanimité par les dirigeants du SPD comme candidat à la chancellerie. Après sa nomination, il s'entoure de nombreux amis du parti et d'experts économiques européens, dont l'ancien chancelier Helmut Schmidt, le président de la Bundesbank Karl Otto Pöhl, le président de la Commission européenne Jacques Delors, le leader syndical Franz Steinkühler. Il trouve un consentement de ses collaborateurs dans son refus d'une Union économique et monétaire rapide. Il a d'ailleurs conditionné sa candidature à cette exigence.
Avant le 13 février 1990, la date du congrès du parti SPD à Leipzig, Lafontaine présente ses doutes politiques et économiques. Il avertit qu'une large partie de l'économie agricole et industrielle risque de s'effondrer en RDA avant que l'union monétaire soit compétitive. Pour soutenir économiquement l'Allemagne de l'Est, il compte sur des augmentations d'impôts à l'Ouest et des transferts de plusieurs milliards sur des décennies de l'Ouest vers l'Est. Il fait également remarquer que ces hausses d'impôts vont affaiblir l'investissement en République fédérale et que des pertes d'emplois provoqueraient une menace pour la cohésion sociale dans toute l'Allemagne.
Au lieu d'une introduction brusque du Deutsche Mark, il recommande l'introduction d'un taux de change fixe. Après que la Bundesbank ait en avril recommandé un cours d'échange de 2:1 et ainsi déclenché une forte protestation en RDA, Lafontaine fait évoluer sa position en appuyant un cours d'échange de 1:1.
Le 25 avril 1990, Lafontaine est gravement blessé lors d'un rassemblement politique à Cologne par une déséquilibrée Adelheid Streidel. Les membres SPD du Bundestag s'écartent de sa ligne politique pendant sa période de convalescence.
Le 18 mai 1990 le gouvernement fédéral négocie avec celui de la RDA le « contrat sur l'union économique, sociale et monétaire ». Cela signifie que la RDA accepte le système économique, social et politique de l'Allemagne de l'Ouest. Le 22 juin 1990 par un vote à bulletin secret le SPD, sous la recommandation de Willy Brandt approuve l'union monétaire.
À cause des revirements du SPD par rapport à sa propre ligne politique, Lafontaine annonce le retrait de sa candidature au poste de chancelier. Cependant, personne d'autre n'était prêt pour le remplacer. À la suite d'un vote au Bundesrat, seuls Lafontaine, président de la Sarre, et Gerhard Schröder, président de la Basse-Saxe, ont refusé l'union monétaire.
Après que les puissances victorieuses de la Seconde Guerre mondiale cèdent sur leur refus de voir l'Allemagne réunifiée, le Bundestag et le Bundesrat votent le 20 et 21 septembre 1990 le « contrat d'union ». Cela permet avec un vote aux deux tiers, l'adhésion de la RDA à la RFA conformément à l'article 23 de la loi fondamentale allemande. Ainsi, l'Allemagne est officiellement réunifiée le 3 octobre 1990.
Il développe alors un concept alternatif, plus austère par rapport à l'enthousiasme qu'a suscité la réunification. C'est un échec puisque le SPD enregistre pour les premières élections législatives de l'Allemagne réunifiée, son plus mauvais score depuis 1957 avec 33,5 %. Après cet échec, il se retire de la politique au niveau fédéral, renonce au poste de président du SPD qui lui a été offert, mais reste ministre-président de Sarre.

## Carrière politique dans l'Allemagne réunifiée

### Président du SPD et ministre fédéral des Finances
En 1995, Oskar Lafontaine fait son retour en politique à l'occasion du congrès fédéral Parti social-démocrate à Mannheim, au cours de laquelle il est élu président fédéral du parti face à Rudolf Scharping. Il met alors en place une stratégie d'opposition très dure face à Helmut Kohl, rejetant clairement la coopération CDU/SPD qui caractérisait l'Allemagne depuis de nombreuses années et qui, selon lui, ne pouvait que servir le chancelier.
Cette stratégie semble payante puisque les sociaux-démocrates remportent nettement les législatives du 27 septembre 1998 avec 40,9 % des voix, contre 35,5 % aux chrétiens-démocrates. Gerhard Schröder, candidat SPD à la chancellerie, prend alors la tête du gouvernement fédéral et nomme Lafontaine ministre fédéral des Finances dans son premier cabinet. À ce poste, il se prononce en faveur d'une harmonisation fiscale au niveau de l'Union européenne. Il démissionne dès le 11 mars 1999, moins de six mois après son entrée en fonction, se justifiant par le fait que le manque de coopération au sein du cabinet était devenu insupportable. Dans le même temps, il abandonne la présidence du SPD et tous ses mandats électifs.
Il émet ensuite de violentes critiques envers le gouvernement de Gerhard Schröder, dont il juge la politique trop libérale, notamment en publiant quelques mois plus tard le livre Das Herz schlägt links (Le cœur bat à gauche).

### Die Linke

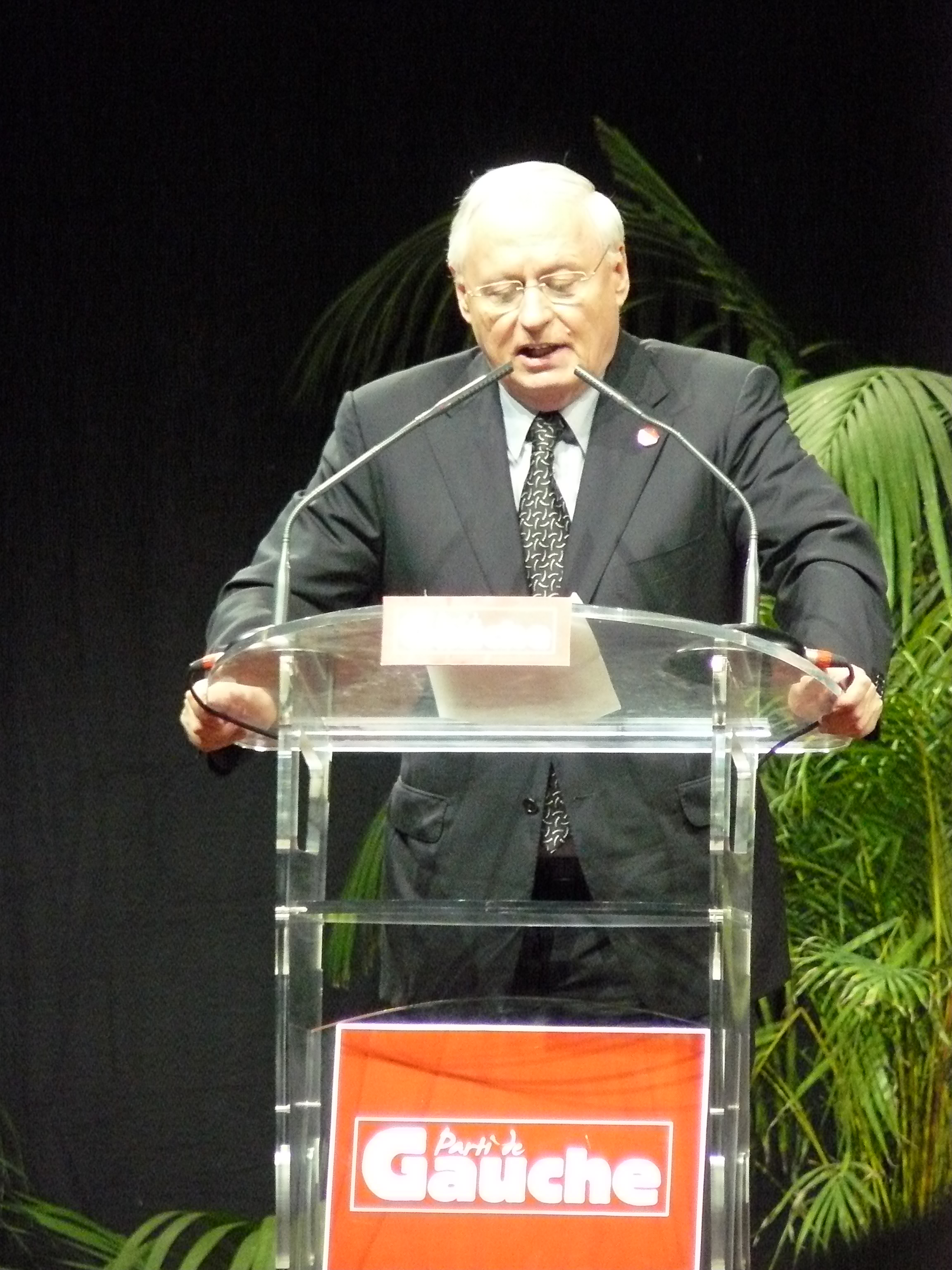
Oskar Lafontaine au premier meeting du Parti de gauche, en 2008.

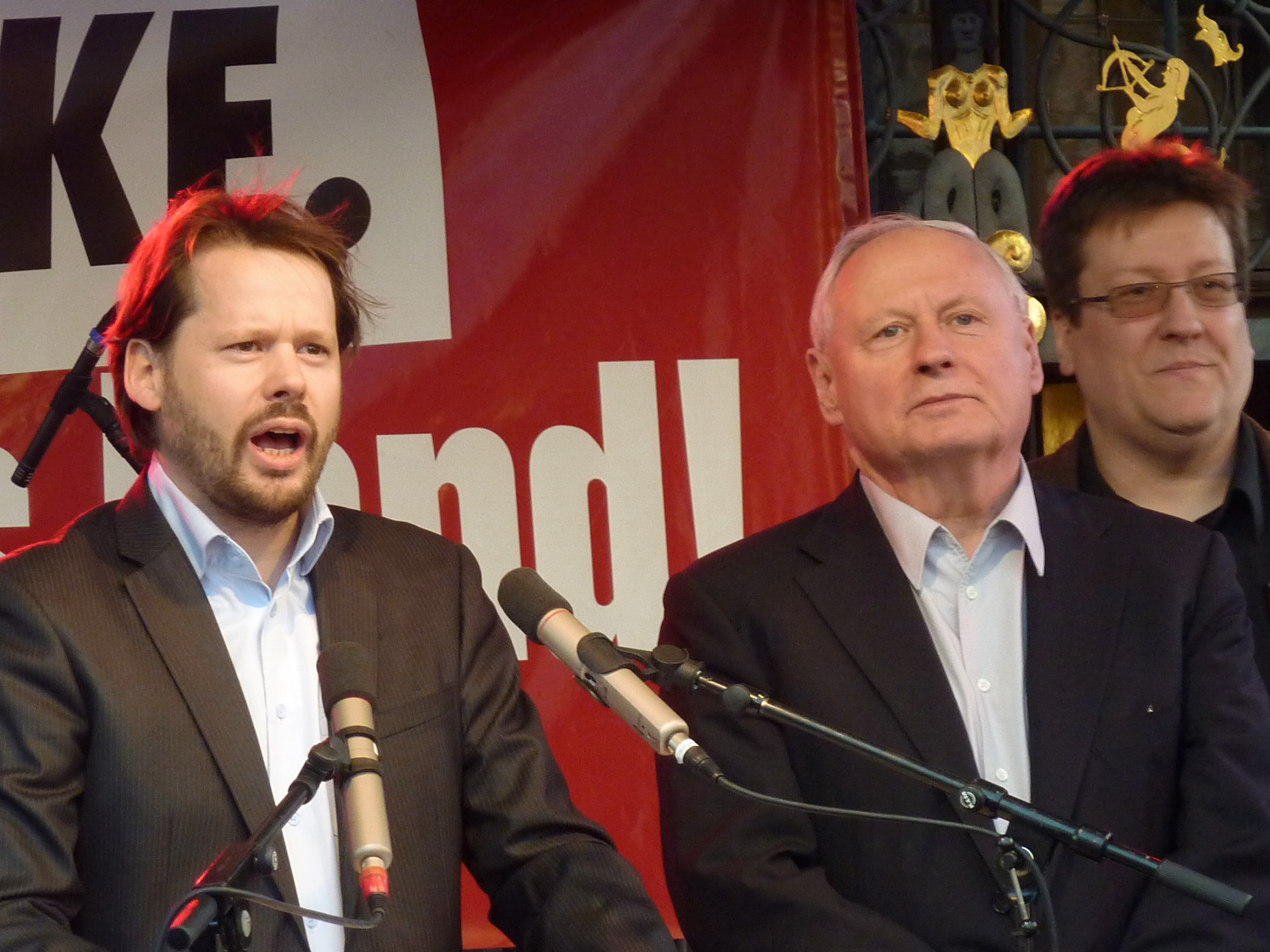
Oskar Lafontaine avec François Delapierre, en 2011.

Le 24 mai 2005, Oskar Lafontaine annonce sa démission du SPD. Il prend alors part à une alliance entre l'ancien parti communiste de l'Allemagne de l'Est, le PDS, et d'autres scissionnistes du SPD rassemblés dans la WASG, sous le nom Die Linke.PDS (La Gauche.PDS). Le bon résultat de cette alliance lors des élections fédérales allemandes de 2005 (8,7 % des suffrages exprimés) lui permet de constituer un groupe parlementaire au Bundestag.
À partir du 21 septembre 2005, il est, avec Gregor Gysi, coprésident de son groupe politique au Bundestag. Il prend la tête de Die Linke lors du congrès du 16 juin 2007, aux côtés de Lothar Bisky. Il conduit ensuite la liste du parti aux élections régionales de 2009 en Sarre et se classe troisième avec 21,3 % des voix, soit une hausse de dix-neuf points, derrière la CDU de Peter Müller et le SPD d’Heiko Maas. Il prend alors la présidence du groupe parlementaire de Die Linke au Landtag, où il siège dans l'opposition à la coalition jamaïcaine conduite par Müller, aux côtés des sociaux-démocrates.
Il est réélu député fédéral au Bundestag lors des élections fédérales du 27 septembre 2009, mais renonce à coprésider le groupe des députés de son parti.
Opéré d'un cancer en novembre 2009, il annonce le 23 janvier suivant qu'il compte se retirer de la vie politique fédérale en démissionnant du Bundestag et en ne sollicitant pas le renouvellement de son mandat à la tête de Die Linke lors du congrès prévu en mai suivant. Il précise toutefois qu'il prendra part « dans la mesure où sa santé [le lui] permettra » à la campagne pour les régionales du 9 mai 2010 en Rhénanie-du-Nord-Westphalie. C'est un coup dur pour le parti, dont l'autre coprésident, Lothar Bisky, a également décidé de quitter la tête au congrès de mai.

### 2013: pour une dissolution de la zone euro
Le 30 avril 2013, Oskar Lafontaine déclare qu'il souhaite la dissolution de la zone euro et la création d'un nouveau système monétaire européen. Sa déclaration est historique dans la mesure où il est le premier acteur de premier plan dans la mise en place de l’euro à dire publiquement que l'instauration de la monnaie unique a constitué une erreur.

## Affaires et modification du droit de la presse
En 1992 éclate l'affaire des retraites. L'hebdomadaire Der Spiegel révèle que la retraite de Lafontaine en tant que bourgmestre de Sarrebruck est calculée sans tenir compte de ses revenus de ministre-président et que, par conséquent, il reçoit trop d'argent. L'expert financier Hans Herbert von Arnim (de) et la Cour régionale des comptes confirment les faits allégués par le journal. Lafontaine rembourse environ 230 000 marks et évite un procès. La justification avancée est un règlement imprécis, que l'ancienne majorité régionale de centre droit avait mis en place.
L'année suivante, le journaliste Kuno Haberbusch (de), de Panorama, enquête sur les relations de Lafontaine avec le monde de la nuit dans les années 1970, ce qui est par la suite connu sous le surnom des « affaires chaudes ». Der Spiegel le soupçonne alors d'avoir rendu des services à des figures du milieu. Se disant calomnié, il rejette tous les reproches qui lui sont faits et empêche la diffusion d'un reportage en prenant un décret adéquat. Il ne nie pas qu'il est souvent allé en boîte de nuit, mais refuse toutes les suspicions dérivées qu'il juge infondées. Il critique ce type de journalisme en le qualifiant de « journalisme de porcs ». En 1994, en réponse à ces pratiques, il modifie le droit de la presse de son Land, ce qui conduit à l'interdiction pour les journalistes de commenter les réponses faites par une personne à la suite d'une attaque par une rédaction. Il fait alors face à une opposition considérable de la part de la presse et des médias. Cette intervention dans le droit de la presse a entaché sa réputation dans toute l'Allemagne bien plus que les soupçons dans les affaires chaudes. Malgré ces critiques, sa popularité en Sarre est toujours restée élevée.